# Národní park Šar Planina
Národní park Šar Planina (makedonsky Национален парк Шар Планина Nacionalen Park Šar Planina) je nejnovější národní park v Severní Makedonii. Zákonem jej schválil severomakedonský parlament v roce 2021. Park chrání horskou krajinu jižně od hlavního hřebene pohoří Šar Planina (albánsky Sharr).
Národní park má rozlohu 627 km², nachází se na úplném severozápadě země a táhne se podél hranice s Kosovem, vysoko nad Položskou nížinou s městy Tetovo a Gostivar. Nejvyšším bodem je Titov Vrv (2747 m).
V horách na severní straně hranice, v Kosovu, se nachází Národní park Sharr, který byl otevřen v roce 1986. Na jihozápadě sousedí s dalšími chráněnými oblastmi, v Albánii s přírodním parkem Korab-Koritnik a v severní Makedonii s národním parkem Mavrovo.
Národní park je součástí evropského zeleného pásu, převážně přírodního hraničního pásu s bývalými komunistickými státy. Nacházejí se zde útočiště a migrační koridory pro mnoho ohrožených druhů živočichů, mezi něž patří i mimořádně vzácný balkánský rys (rys ostrovid, poddruh balcanicus). Celkem se zde údajně vyskytuje 2000 druhů rostlin, 167 druhů motýlů, 130 druhů ptáků a 45 druhů savců, včetně vlka, medvěda a lišky.

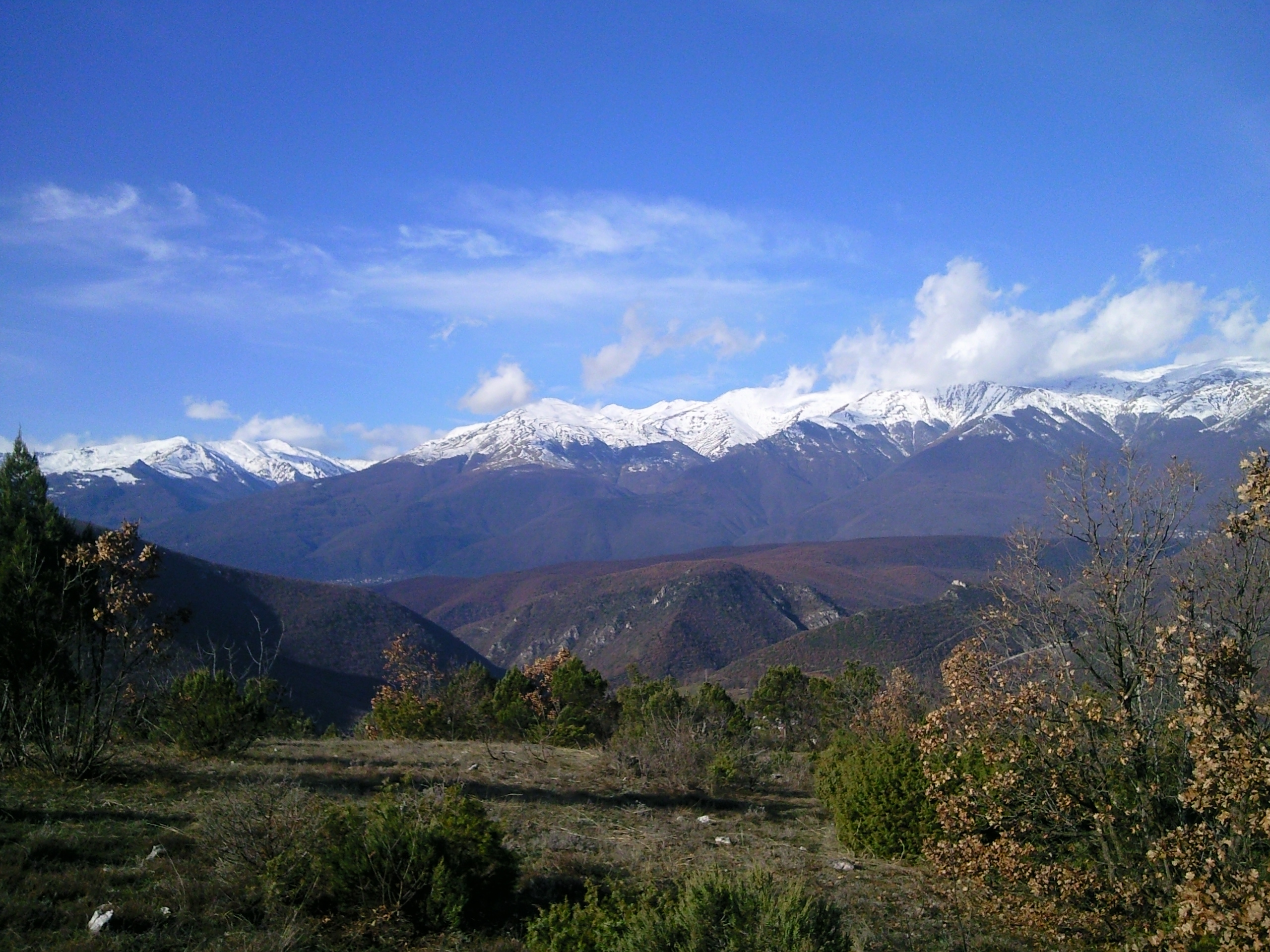
Šar Planina v pozadí

Čtvrtina území parku je přísně chráněna a vyhrazena pro vědecký výzkum, pastevectví a pěší turistika. Přibližně v polovině parku je povoleno provádět jen to, co přímo nepoškozuje přírodu. Celkem 22 % území je obydleno a je zde povoleno trvale udržitelné hospodaření. Kromě lyžařského areálu, který se nachází v přechodové zóně, se v parku nachází asi 30 obcí s 25 000 obyvateli.
Příprava a vyhlášení trvalo 27 let, během nichž bylo území nadále odlesňováno a zastavováno, nicméně výstavba malých vodních elektráren je stále možná. Díky tlaku místních iniciativ obyvatel úřady nakonec přistoupily k realizaci národního parku. V roce 2008 byl národní park vyhlášen. Projekt byl podpořen Programem OSN pro životní prostředí a organizací EuroNatur. Jedná se o první území, které vyhlásila národním parkem samostatná Severní Makedonie - stávající národní parky v zemi existovaly od 40. a 50. let 20. století, kdy byla republika ještě součástí Jugoslávie.
Region doufá v rozvoj cestovního ruchu prostřednictvím nového národního parku. Národní park s mnoha malými jezery a nekonečnými možnostmi pro pěší turistiku nabízí velký turistický potenciál.